# Griff Rhys Jones
Griff Rhys Jones est un acteur et scénariste britannique né le 16 novembre 1953 à Cardiff (Royaume-Uni).

## Biographie
Griff Rhys Jones a participé deux fois à la version britannique de Whose Line Is It Anyway?.

## Filmographie

### Acteur
- 1979 : Not the Nine O'Clock News (série télévisée) : Divers (1980-1982)
- 1984 : Alas Smith & Jones (série télévisée) : Divers rôles (1984-1998)
- 1985 : Les Débiles de l'espace (Morons from Outer Space) : Graham Sweetley
- 1987 : Porterhouse Blue (TV) : Cornelius Carrington
- 1987 : The Home-Made Xmas Video (TV)
- 1987-1988 : The World According to Smith & Jones (série télévisée) : Griff
- 1989 : Wilt (en) : Henry Wilt
- 1989 : The Whole Hog (TV) : Maurice
- 1989 : Smith and Jones in Small Doses (série télévisée) : Divers personnages
- 1991 : Ex (TV) : Patrick
- 1992 : Tales from the Poop Deck (série télévisée) : Narrateur
- 1992 : Comme il vous plaira (As You Like It) : Touchstone
- 1993 : Demob (série télévisée) : Ian Deasey
- 1994 : Staggered : Graham
- 1995 : Sardines (TV) : Davy Kotowski
- 1996 : Pinocchio (The Adventures of Pinocchio) : Tino
- 1998 : Jack et le Haricot magique (TV) : Baron Wasteland
- 1998 : Up 'n' Under : Ray Mason, commentateur de Radio York
- 2000 : The Testimony of Taliesin Jones : Caesar
- 2000 : Aladdin (TV) : L'empereur
- 2002 : Puckoon : Col. Stokes
- 2004 : Miss Marple – Le Train de 16 h 50 (TV) : Le docteur David Quimper
- 2005 : Riot at the Rite (TV) : Astruc

### Scénariste
- 1984 : Alas Smith & Jones (série télévisée)
- 1985 : Les Débiles de l'espace (Morons from Outer Space)